# Campo Azul
Campo Azul is een gemeente in de Braziliaanse deelstaat Minas Gerais. De gemeente telt 4.020 inwoners (schatting 2009).

## Aangrenzende gemeenten
De gemeente grenst aan Brasília de Minas, Coração de Jesus, Ponto Chique, São João do Pacuí en Ubaí.